# Sarah Sagerer
Sarah Sagerer (ur. 2 lutego 1996 w Schörfling) – austriacka koszykarka, występująca na pozycjach silnej skrzydłowej lub środkowej, reprezentantka kraju w koszykówce 3x3.
18 listopada 2020 dołączyła do Energi Toruń.  24 marca 2022 została zawodniczką włoskiego Virtus Segafredo Bolonia. 

## Osiągnięcia
Stan na 29 czerwca 2022, na podstawie, o ile nie zaznaczono inaczej.

### NCAA
- Mistrzyni sezonu regularnego konferencji Atlantic Sun (2017)
- Defensywna zawodniczka roku Atlantic Sun (2017, 2019)
- Zaliczona do:
  - I składu:
    - Atlantic Sun (2017)
    - najlepszych debiutantek konferencji Atlantic Sun (2015)
    - A-Sun Honor Roll (2016, 2017, 2019)
    - turnieju:
      - Atlantic Sun (2016)
      - Challenge in Music City (2019)
      - Hatter Classic (2019)
- Liderka:
  - Atlantic Sun w:
    - zbiórkach (2017)
    - blokach (2017)

  - wszech czasów uczelni Seton w blokach (213)

### Indywidualne
- Zaliczona do I składu kolejki EBLK (11 2021/2022)[5]

### Reprezentacja
- Uczestniczka:
  - mistrzostw:
    - świata U–18 3x3 (2011)
    - Europy U–18 dywizji B (2011, 2013)

  - kwalifikacji do mistrzostw Europy 3x3 (2017)